# 橋蕤
橋 蕤（きょう ずい、? - 197年）は、中国後漢時代末期の軍人。『三国志』呉書では、「喬蕤」と表記されている。

## 正史の事跡
袁術配下。張勲と共に若年の孫策を高く評価していたという。
初平4年（193年）3月、袁術が揚州刺史の陳温を殺害し、陳瑀を追放して揚州に拠点を移すと、張勲と共に大将軍に任じられたとされる。建安2年（197年）春、袁術が帝位を僭称したときも、これに従った。
袁術の帝位僭称後まもなく、橋蕤は袁術の命令で張勲と共に呂布を攻撃した。しかし、陳珪の離間策により友軍の楊奉・韓暹に裏切られて敗北した。この時、橋蕤は呂布軍に生け捕られてしまったが、なぜか釈放されて袁術の下に帰されている。同年9月、橋蕤は袁術の陳国進攻に従い、陳王の劉寵を滅ぼした。
しかし、曹操が自ら討伐に出てくると、袁術は橋蕤に加え、李豊・梁綱・楽就の3将を陳国に残留させ、自分だけ寿春へ逃げ帰ってしまった。橋蕤は曹操軍を迎撃したものの大敗し、于禁に討ち取られた。

## 物語中の橋蕤
小説『三国志演義』でも袁術配下の将として登場。徐州の呂布を討伐する際には第二軍の上将に任命される。しかし、陳珪の策にかかった味方の裏切りに遭って全軍は瓦解し、橋蕤自身も呂布配下の高順に敗れている。その後、曹操が寿春に攻め込んでくると橋蕤は城外へ迎撃に赴くが、夏侯惇に一騎討ちで討ち取られてしまう。